# بلو ریور (کلرادو)
بلو ریور (به انگلیسی: Blue River) شهری در ایالت کلرادو کشور ایالات متحده آمریکا است که جمعیت آن در سرشماری سال ۲۰۱۰ میلادی، ۸۴۹ نفر بوده‌است.